# Bertha Valkenburg
Lambertha Aaltje (Bertha) Krook van Harpen-Valkenburg (Almelo, 5 januari 1862 – Laren, 1 maart 1929) was een Nederlandse schilder en tekenaar. Scheen vermeldt haar als Lijmberta Aaltje Valkenburg.

## Leven en werk
Bertha Valkenburg was een dochter van schilder Hendrik Valkenburg (1826-1896) en Jansje van Lochem (1832-1897). Haar vader was achtereenvolgens tekenleraar in Almelo, Helmond en Zwolle. In 1873 vestigde het gezin zich in Amsterdam. Bertha werd opgeleid aan de Rijksakademie van beeldende kunsten (1878-1886), waar ze ook gebruik mocht maken van de loge. Ze volgde ca. 1881 nog theoretische lessen aan de Rijksnormaalschool voor Teekenonderwijzers. Valkenburg schilderde en tekende onder meer genre- en figuurvoorstellingen, interieurs, portretten en stillevens. Ze ontving de Koninklijke Subsidie voor Vrije Schilderkunst in 1883 en 1885. Ze gaf tekenles in haar atelier aan het Oosterpark.
Valkenburg was lid van het Genootschap Kunstliefde en Arti et Amicitiae. Ze exposeerde onder meer met de verenigingen en bij een aantal tentoonstellingen van Levende Meesters.
Bertha Valkenburg trouwde in 1910, op 48-jarige leeftijd, met Hendrik Willem Adriaan (Henri) Krook van Harpen (1862-1919). Ze woonde de laatste jaren van haar leven in de villa 'Klein Laren' aan het naar haar vader genoemde Hendrik Valkenburglaantje in Laren. Ze overleed in 1929, op 67-jarige leeftijd.

## Enkele werken

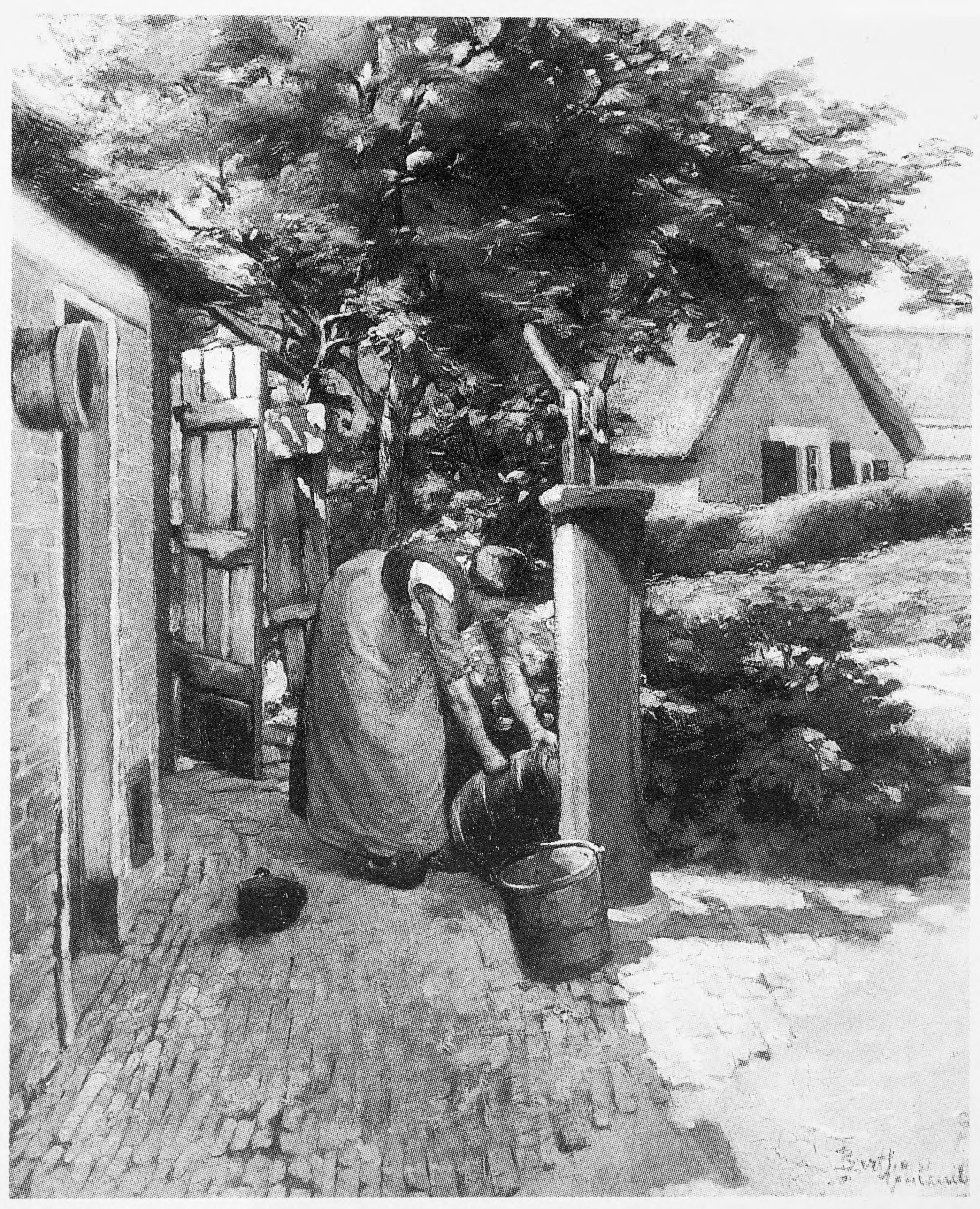
Bij de pomp
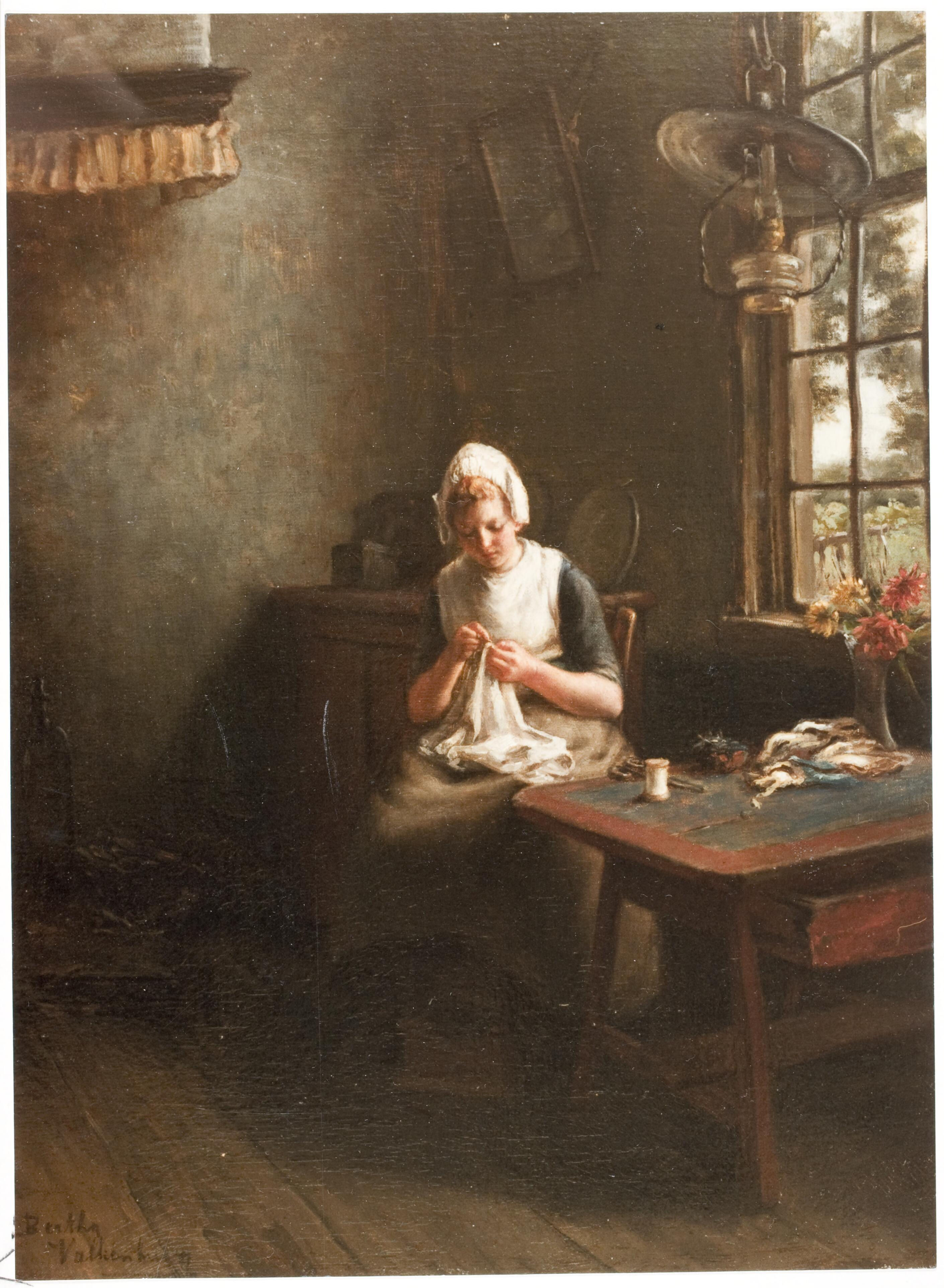
Interieur met jonge vrouw
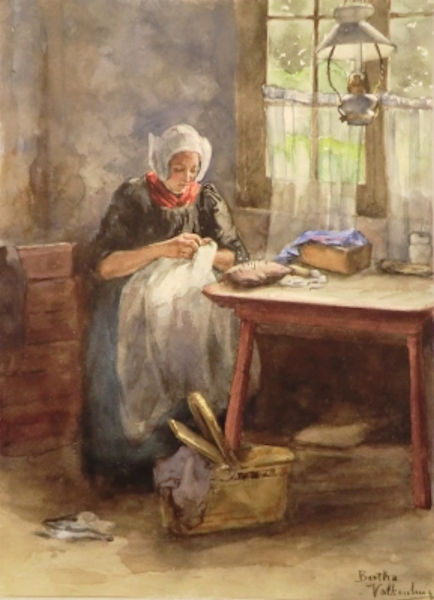
Naaister (1895), collectie Rijksakademie

- Biografisch Portaal: 01639219
- International Standard Name Identifier: 0000 0000 6944 5447
- Nederlandse Thesaurus van Auteursnamen: 391104004
- RKD-Nederlands Instituut voor Kunstgeschiedenis: 90806
- Union List of Artist Names: 500091348
- Virtual International Authority File: 96348102
- WorldCat: E39PBJmTt8yGVWpxGtBQ3B8pyd